# Energetická bilance (výživa)
Energetická bilance je poměr mezi příjmem a výdejem energie. Dodávaná energie nahrazuje spotřebované energetické zásoby, nebo je přímo přeměněna na potřebnou energii.  Jestliže se množství energie spotřebované rovná množství energie vynaložené, pak je energetická bilance vyvážená. Při nadměrném energetickém příjmu je nadbytečná energie uložena v podobě tukových zásob a tělesná hmotnost člověka se zvyšuje (pozitivní energetická bilance). V případě velmi nízkého energetického příjmu potravou musí tělo člověka využívat i energii uloženou v zásobách a tělesná hmotnost klesá (negativní energetická bilance).  Ve sportovním světě se setkáváme s velmi různorodými aktivitami, které mají rozdílné energetické nároky. Sportovci čelí různým problémům týkajících se individuálních potřeb, které sahají od obtíží dosáhnout dostatečně vysokého příjmu energie pokrývajícího značné energetické nároky až po nutnost omezit příjem energie s cílem snížit a udržet nízkou tělesnou hmotnost a množství tělesného tuku.

## Množství energie v potravinách
Množství energie v potravě bývá vyjádřeno buď v kilokaloriích (kcal) nebo kilojoulech (kJ), přičemž starší jednotka 1 kilokalorie odpovídá 4,1855 kJ. Celkové množství energie vázané v potravě se liší podle obsahu jednotlivých živin.

## Výdej energie
Celková spotřeba energie je rozdělena na jednotlivé složky. Mezi ně patří energie potřebná pro udržení základních životních funkcí tzv. bazální metabolismus, energetický výdej po příjmu potravy, energie potřebná k spontánním pohybům i k plánované svalové činnosti a energetické nároky na růst nebo změnu tělesné hmotnosti. Celkový výdej energie v populaci v posledních letech klesá a to díky poklesu bazálního výdeje energie.

### Bazální metabolismus
Bazální metabolismus je definován jako minimální energie, která slouží k udržení homeostázy (k udržení růstu a obnovy buněk v organismu, k udržení všech klidových biochemických reakcí, k zabezpečení klidové činnosti všech orgánů). Přibližně 60 % klidového energetického výdeje slouží k produkci tepla, zbývajících 40 % slouží k udržení základních životních funkcí. Měření se provádí ve specializovaných pracovištích – nejlépe ráno, hned po probuzení, dříve než testovaná osoba vstane z lůžka a nejméně 12 hodin po posledním jídle. Měření probíhá v podmínkách tepelného komfortu a úplného svalového klidu. Existuje i řada vzorců, které slouží k odhadu bazálního metabolismu. Jedním z nich je Harris-Benedictova rovnice, která zohledňuje výšku, hmotnost, pohlaví a věk. Nezahrnuje však tukuprostou tkáň (body lean mass), tudíž podhodnocuje BMR u svalnatých lidí a nadhodnocuje BMR u osob s vyšším podílem tělesného tuku.
BM (muži) = 66 + (13,7 × hmotnost v kg) + (5 × výška v cm) – (6,8 × věk v letech)
BM (ženy) = 655 + (9,6 × hmotnost v kg) + (1,8 × výška v cm) – (4,7 × věk v letech)

### Energetický výdej
Energetický výdej je potřebný pro zapojení lidské motoriky do činnosti. Záleží na intenzitě, délce trvání zatížení a na podílu zapojení svalové hmoty. Celkový energetický výdej nejvíce ovlivňuje bazální metabolismus, velkou měrou se na něm ale také podílí práce kosterního svalstva. V klidu využívají svaly asi 1/3 celkové spotřebované energie, při lehké práci jsou to asi 2/3 a při maximální zátěži až 95 % energie. Při svalové práci dochází ke značným ztrátám energie přeměnou v teplo (cca 75–80 %!), svaly tedy pracují s účinností 20–25 %. Účinnost však není konstantní a klesá se stoupajícím výkonem až na pouhá 4 % (např. při běžeckém sprintu na 100 m) 
Množství potřebné energie závisí na věku, intenzitě a době trvání pohybové aktivity, stejně jako na stavu trénovanosti a maximální spotřebě kyslíku. U jednoduchých motorických sportů, jako je chůze, běh nebo jízda na kole, se energetická spotřeba stanoví snadno a lze ji vyjádřit jako funkci rychlosti. Ale u většiny sportů výdej energie kolísá a je tedy obtížné ho kvantifikovat. Čím lepší je tělesná zdatnost jedince, tím vyšší je i celkový výdej energie. Počet kalorií, které potřebuje sportovec k udržení energetické rovnováhy, závisí do určité míry na množství prováděné tělesné aktivity. Ačkoliv je pro každého člověka výdej energie individuální, existují přibližné odhady u konkrétních tělesných aktivit.
| Úroveň aktivity                                                                        | Příklady aktivity                                                                                           | Příklady sportovců                                                                        | Předpokládaná denní kalorická spotřeba (kcal/kg) | Předpokládaná denní kalorická spotřeba (kcal/kg) |
| -------------------------------------------------------------------------------------- | --- | ----------------------------------------------------------------------------------------- | ------------------------------------------------ | ------------------------------------------------ |
|                                                                                        | |                                                                                           | Ženy                                             | Muži                                             |
| Nízká fyzická aktivita                                                                 | Práce na počítači, TV, video hry, lehké domácí práce                                                        | Zotavování během zranění                                                                  | 30                                               | 31                                               |
| Střední intenzita cvičení, 3–5 dní v týdnu nebo nízká intenzita krátkého trvání, denně | Rekreační hraní tenisu 1–1,5 h/denně každý druhý den, Trénink baseballu, softballu nebo golfu 5 dní v týdnu | Baseballisti, softballisti, golfisti, rekreační tenisoví hráči                            | 35                                               | 38                                               |
| Trénink několik hodin denně, 5 dní v týdnu                                             | Plavání 6–10 000 m, kondiční trénink 2–3 h/denně                                                            | Plavci, fotbalisti                                                                        | 37                                               | 41                                               |
| Přísný každodenní trénink                                                              | Posilování 10–15 h/týdně, plavání 7–17 000 m                                                                | Kulturisté, profesionální basketbalisté a hráči amerického fotbalu a ragby, elitní plavci | 39–40                                            | 45                                               |
| Přísný každodenní trénink                                                              | Trénování na triatlon                                                                                       | Triatlonisté                                                                              | 41                                               | 51,5                                             |
| Extrémní trénink                                                                       | Běh 24 km/denně                                                                                             | Běžci, cyklisti, triatlonisté                                                             | 50 a více                                        | 60 a více                                        |

### Termický vliv stravy
Termogeneze indukovaná potravinami (produkce tepla způsobená potravou), dříve označována jako specificky dynamická účinnost potravin, vypovídá o energetickém výdeji, který musí organismus vynaložit, aby zpracoval přijaté potraviny. Nejméně energie vynaloží tělo na trávení sacharidů, nejvíce pak na trávení bílkovin, které mají z chemického hlediska největší molekulu. Specificko-dynamický účinek potravy činí asi 5–10 % celkového energetického metabolismu v závislosti na převažujících živinách v požité stravě.

### Energetické nároky na růst nebo změnu tělesné hmotnosti
U mladých sportovců, kteří ještě nedosáhli úplné dospělosti, jsou nároky na růst významným faktorem energetické spotřeby a příjem energie musí být vyšší než výdej. Požadavky na energii jsou v adolescenci velmi rozdílné. Záleží na tělesné hmotnosti, tělesné velikosti, tělesném složení, rychlosti růstu. Energie by měla být vyvážená a získávána z 55–57 % ze sacharidů, z 25–30 % z tuků, a z 15–20 % z bílkovin. Co se týče změny tělesné hmotnosti, tak ta je u některých sportů zcela běžná a hraje důležitou roli. U sportů, jako je jezdectví, gymnastika, krasobruslení, je snahou udržet si nízkou hmotnost a zároveň si zachovat dostatek energie pro cvičení a trénink. A naopak u sportovních odvětví, jako jsou nejvyšší váhové kategorie vzpěračů a zápasníků nebo vrhy a hody, může být přínosem vysoká tělesná hmotnost. Proto je u nejúspěšnějších závodníků vidět i velké množství tělesného tuku.